# Megalochelys
Megalochelys é um gênero extinto de tartarugas que existiu do Mioceno ao Pleistoceno, através da Ásia e possivelmente Europa oriental. Eles são conhecidos por seu tamanho gigante, que está entre os maiores de qualquer testudine conhecido, com um comprimento máximo da carapaça superior a 2 m (6,5 pés) em M. Atlas.
Este gênero fóssil é o nome original e válido para o que foi chamado de Colossochelys. Ele contém três espécies nomeadas com vários taxa não nomeados.